# Humbert V. (Chevron)

Wappen Chevron-Villette

Humbert V. von Chevron, auch Humbert von Villette, († zwischen 1361 und 1367) war ein Adliger aus Savoyen und Herr über die Burg Chevron in der Pfarrei Mercury (Combe de Savoie). Er übte unter anderem das Amt des Landvogts (bailli) im Chablais und des Viztums von Sitten im Wallis aus.

## Leben
Humbert stammte aus dem alten savoyischen und heute französischen Adelsgeschlecht der Chevron-Villette. Sein Geburtsjahr ist nicht bekannt. Er war der Sohn von Humbert IV. von Chevron-Villette, des savoyischen Landvogts im Bugey und von Novalaise, und besaß die Herrschaften von Chevron, Villette, Giez, Thénésol, Bonvillard und Rovagny. Er heiratete Amphelisia, die Tochter des Viztums von Sitten Petrus von Aigle, und der Jeannette von Blonay. Sein Sohn Pierre wurde später ebenfalls Viztum von Sitten.
Humbert V. von Chevron durchlief eine Karriere in der Verwaltung des Landes der Grafen von Savoyen. Im Jahr 1319 und danach wieder von 1328 bis 1330 war er savoyischer Vogt im großen Gebiet Chablais, das sich südlich des Genfersees vom Arvetal bis ins Rhonetal erstreckte und von Schloss Chillon aus verwaltet wurde. Dazwischen und nochmals von 1340 bis 1343 diente er als Kastlan von Évian und Féternes. Im Dienst des Grafen von Savoyen kämpfte er 1334–1335 im Krieg zwischen Savoyen und der Dauphiné, in welchem die Stammburg Châteauvieux des Geschlechts von Chevron zerstört wurde.
1343 konnte Humbert nach dem Tod seines Schwiegervaters das Vizedominat von Sitten, Siders, Raron und Visp übernehmen und leistete dafür dem Bischof von Sitten Witschard Tavel den Treueschwur. Das Amt des Viztums (vice-dominus) von Sitten, des weltlichen Stellvertreters des geistlichen Landesherrn, verblieb danach bis im 16. Jahrhundert in den Händen der Chevron Villette, die über das Spätmittelalter hinaus bis zu Nicolas von Chevron († 1578) eine bedeutende Rolle in der Walliser Geschichte spielte.
Als zusätzliche Herrschaft erhielt Humbert V. von Chevron im Jahr 1355 die Baronie von Faucigny südlich von Genf, die in jenem Jahr von Frankreich an Savoyen abgetreten worden war, und die Kastlanei von Beaufort in Savoyen.
Margerita, die Tochter von Humbert und Amphelisia von Chevron Villette, heiratete Humbert († 1374), den Sohn des Grafen Aymon von Savoyen.